# تماشا ۷۹
تماشا ۷۹، یک مجموعه تلویزیونی، محصول سال ۱۳۸۰–۱۳۷۹ می‌باشد. این مجموعه قطعات کوتاه طنز بود که از شبکه ۳، پخش می‌شد.

## بازیگران
- امیر غفارمنش
- یوسف صیادی
- ارژنگ امیرفضلی
- حمید لولایی
- رضا شفیعی‌جم
- فاطمه هاشمی
- مهران غفوریان